# グリーンタウンやちまた
グリーンタウンやちまたは、千葉県八街市文違301番地に所在するショッピングセンターである。核店舗はイオン八街店。

## 概要
当SCは八街駅より北方に約2.5キロメートル離れた、国道409号沿いに位置するショッピングセンターである。核店舗はイオン八街店である。専門店は35店舗あり、別棟からも構成される。全ての棟が平屋建てで、駐車場も平地である。日本で数少ない平屋建てのイオンである。
食品売り場がマックスバリュの時代は、ジャスコとマックスバリュ（イオンリテール運営）が一体となる珍しい形態の店舗であった。マックスバリュは一時期24時間営業を行っていた。

## 沿革
- 1998年11月5日 - 扇屋ジャスコ八街店、マックスバリュ八街店新規開店。別棟も同時開店でグリーンタウンやちまたオープン。
- 1999年8月21日 - 信州ジャスコ株式会社・扇屋ジャスコ株式会社がジャスコ株式会社と合併により、店名から扇屋の字が外された。
- 2008年11月5日 - オープン10周年を迎える。
- 2010年6月4日 - マックスバリュ八街店がジャスコ食品売場としてリニューアル。同時期に看板がMaxValuからÆONに変更。
- 2011年3月1日 - 核店舗の名称をジャスコ八街店からイオン八街店に変更。

## 店舗
出店全店舗一覧は公式ウェブサイト内「専門店営業時間」を参照。

## 営業時間
基本的に年中無休。
- イオン食品売場のみ 8:00 - 23:00
- イオン食品売場以外 9:00 - 22:00

（専門店、駐車場利用可能時間は公式ウェブサイト参照）

## 交通アクセス
八街駅より千葉交通で約5分「富山入口」下車
- 八街市ふれあいバス東コース「文違野」バス停から徒歩5分